# Palitossina
La palitossina (abbreviazione: PTX o PLTX) è una delle biotossine marine più tossiche finora note.
La molecola base della palitossina è costituita da una lunga catena alifatica parzialmente insatura contenente eteri ciclici, 64 centri stereogenici, 40-42 gruppi idrossilici e 2 gruppi ammidici.
Se ingerita è in grado di provocare nell'uomo una marcata vasocostrizione, con conseguente ischemia miocardica che può portare sino all'arresto cardiaco. Sono stati segnalati casi di reazioni più lievi per semplice contatto con zoantari contenuti in acquario.

## Meccanismo d'azione
La tossicità della palitossina è dovuta alla sua capacità di stringere un legame diretto con l'enzima di membrana Na+/K+-ATPasi (la cosiddetta pompa sodio-potassio), che determina un aumento della permeabilità ionica della membrana cellulare.
Gli effetti tossici prodotti sono una potente vasocostrizione con conseguente ischemia cardiaca che può portare all'arresto cardiaco da fibrillazione ventricolare. Gli effetti di depolarizzazione di membrana sono evidenti anche negli eritrociti e nelle cellule degli altri tessuti eccitabili (muscoli scheletrici e lisci e tessuto nervoso).
È una delle tossine marine più potenti, con una LD50 nel topo di 150 ng/kg di peso corporeo.

## Occorrenza

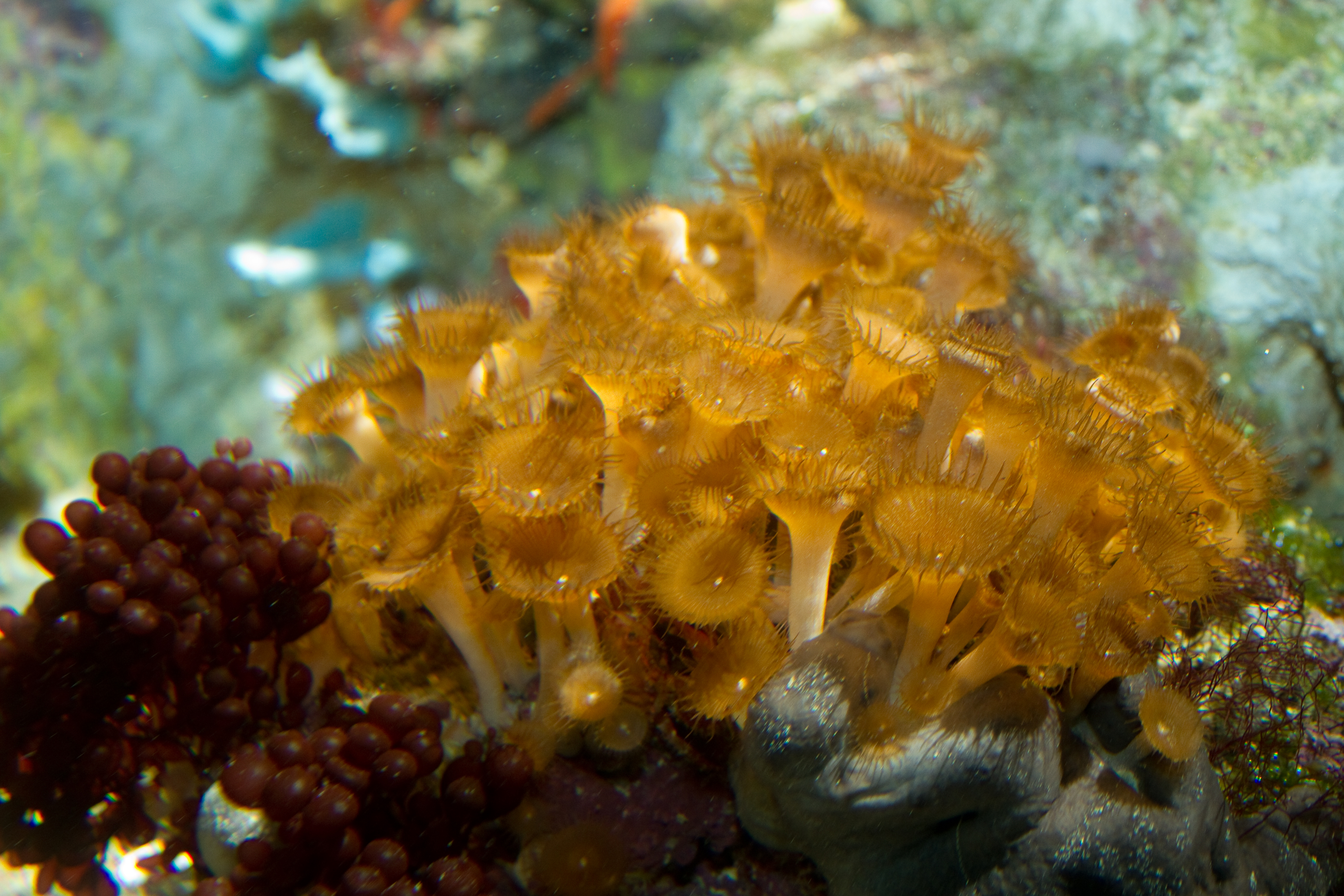
Zoantari del genere Palythoa.

Isolata per la prima volta dal celenterato marino Palythoa toxica, dal quale deriva il suo nome, la palitossina e suoi analoghi strutturali sono stati successivamente isolati da altre specie di zoantari dei generi Palythoa e Zoanthus.
Processi di bioaccumulo possono inoltre portare alla sua concentrazione in svariati organismi marini.
Tra le specie in cui sono state riscontrate concentrazioni significative della biotossina vi sono:
- alcune specie di alghe dinoflagellate (Ostreopsis lenticularis, O. mascarensis,  O. ovata e O. siamensis).[7][4]
- il verme marino della classe dei policheti Hermodice carunculata.[10][11]
- la stella marina Acanthaster planci.[11]
- alcuni crostacei decapodi della famiglia Xanthidae quali Lophozozymus pictor, Demania cultripes e Platypodiella spectabilis.[10][12]
- diverse specie di pesci tra cui Herklotsichthys quadrimaculatus, un clupeide diffuso soprattutto in Madagascar[13], Decapterus macrosoma, un carangide diffuso nelle Filippine[14], Scarus ovifrons un pesce pappagallo del Giappone[15], alcuni pesci palla come Aluterus scriptus e Tetraodon sp.[16][17], il pesce balestra Melichthys vidua  e alcune cernie (Epinephelus spp.).[7]